# Thomas E. Selfridge

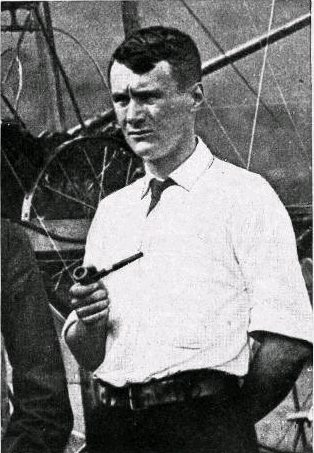
Thomas E. Selfridge

Thomas Etholen Selfridge (* 8. Februar 1882 in San Francisco, Kalifornien; † 17. September 1908 in Fort Myer, Virginia) war ein US-amerikanischer Offizier und das erste Todesopfer der motorisierten Luftfahrt.

## Leben
Im Jahr 1903 schloss Selfridge die Militärakademie in West Point als Second Lieutenant ab. Im selben Jahr – am 17. Dezember – führten die Gebrüder Wright den ersten Motorflug durch, und die Luftfahrt war Selfridges Interessenschwerpunkt. Daher nahm er Kontakt mit Alexander Graham Bell auf, der mit Flugapparaten experimentierte. Bell setzte sich dafür ein, dass Selfridge ihm als offizieller militärischer Beobachter der US-Regierung zur Seite gestellt wird, was dann auch geschah. Die beiden gründeten zum 1. Oktober 1907 zusammen mit Frederick Walker Baldwin, Glenn Curtiss und John Alexander Douglas McCurdy die Aerial Experiment Association in Halifax, Neuschottland, Kanada, um gezielt neue Luftfahrzeuge zu entwickeln. Anfang 1908 entwarf Selfridge das erste Motor-Flugzeug der Gesellschaft, die Red Wing, so genannt wegen ihrer roten Stoffbespannung. Es folgte die White Wing, mit der Thomas E. Selfridge im Mai 1908 als erster US-Offizier seinen ersten Motorflug absolvierte.
Im August 1908 wurde er zur Bewertung von Luftschiffen für das US Army Signal Corps nach Fort Myer, Virginia, geschickt. Dort stellten anschließend auch die Wrights ihr Flugzeug vor: Am 17. September 1908 hob Orville Wright mit seinem zweisitzigen Flyer A ab, Selfridge saß neben ihm. Zuvor hatte O. Wright noch einen neuen, längeren Propeller montieren lassen, von dem er sich bessere Flugleistungen versprach. Nach vier Platzrunden brach der Propeller und das Flugzeug stürzte aus rund 25 Metern Höhe zu Boden. Während Orville Wright mit einigen Knochenbrüchen davonkam, verstarb Thomas E. Selfridge wenige Stunden nach dem Unglück an seinen schweren Schädelverletzungen. Damit ist er das erste Opfer der Motor-Luftfahrt und der erste Luftfahrt-Tote der Vereinigten Staaten.

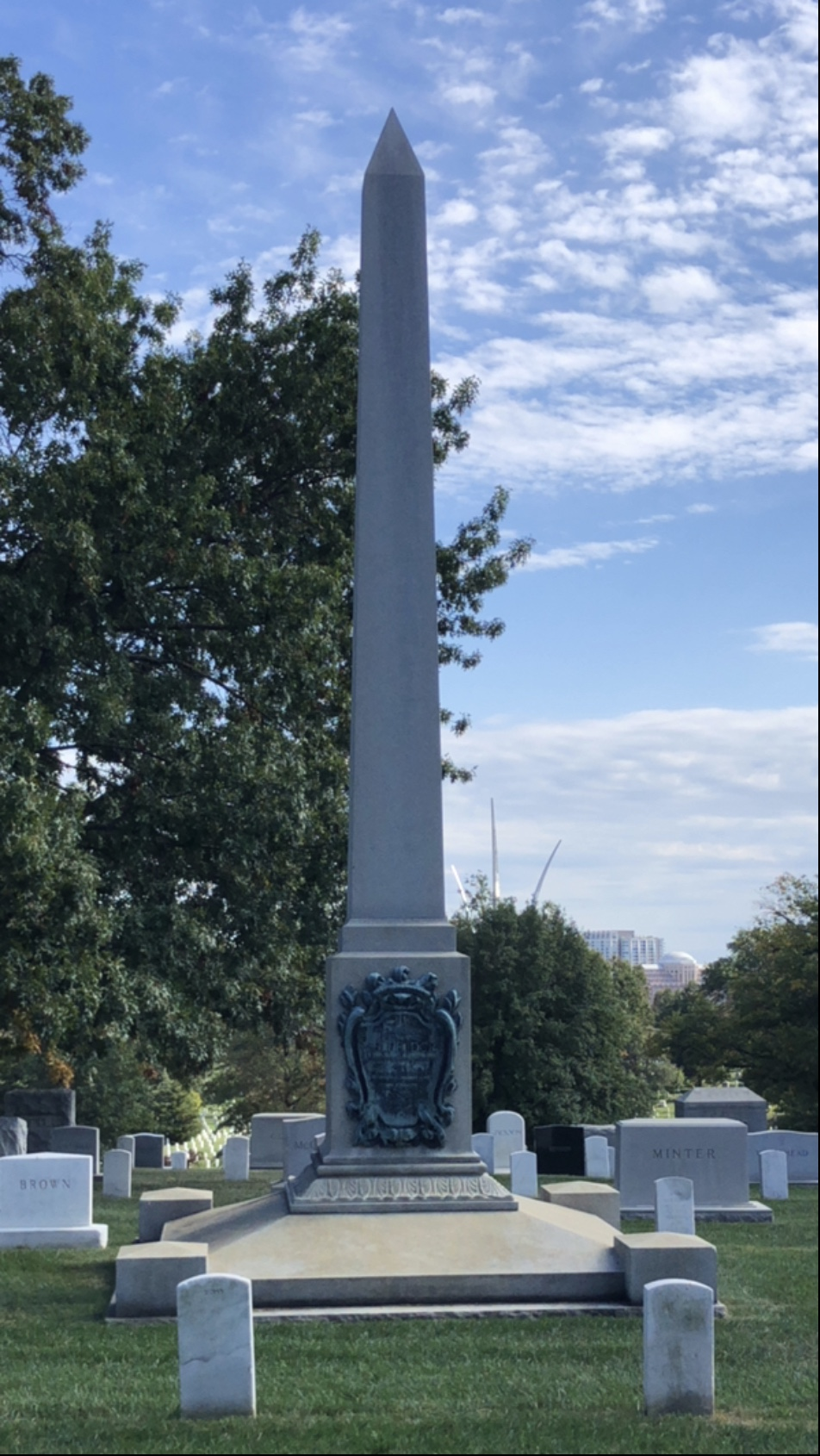

Die Absturzstelle liegt nur wenige Meter vom Nationalfriedhof Arlington entfernt, auf dem er am 25. September 1908 mit allen militärischen Ehren beigesetzt wurde. Ihm zu Ehren wurde 1917 ein nördlich von Detroit, Michigan, angelegtes Flugfeld der US Army nach ihm benannt, das Selfridge Field, heute Selfridge Air National Guard Base.